# Твердиловська сільська рада
Тверди́ловська сільська рада (рос. Твердиловский сельский совет) — сільське поселення у складі Бузулуцького району Оренбурзької області Росії.
Адміністративний центр — село Твердилово.

## Історія
Присілок Пасмурово був ліквідований у 2005 році.

## Населення
Населення — 467 осіб (2019; 491 в 2010, 503 у 2002).

## Склад
До складу сільської ради входять:
| Населений пункт  | Населення, осіб (2002) | Населення, осіб (2010) |
| ---------------- | ---------------------- | ---------------------- |
| Лоховка, село    | 3                      | 0                      |
| Пасмурово, село  | 0                      | -                      |
| Твердилово, село | 500                    | 491                    |